# Cristisse bicristata
Cristisse bicristata är en skalbaggsart som beskrevs av Stefan von Breuning 1955. Cristisse bicristata ingår i släktet Cristisse och familjen långhorningar.
Artens utbredningsområde är Madagaskar. Inga underarter finns listade i Catalogue of Life.